# Copa Claro 2013
Copa Claro 2013 byl tenisový turnaj pořádaný jako součást mužského okruhu ATP World Tour, který se hrál v areálu Buenos Aires Lawn Tennis Clubu na otevřených antukových dvorcích. Konal se mezi 16. až 24. únorem 2013 v argentinském hlavním městě Buenos Aires jako 16. ročník turnaje.
Turnaj s rozpočtem 484 100 dolarů patřil do kategorie ATP World Tour 250. Nejvýše nasazeným hráčem ve dvouhře byl čtvrtý hráč světa David Ferrer, který turnaj vyhrál.

## Mužská dvouhra

### Nasazení
| Stát      | Hráč               | ATP1) | Nasazení |
| --------- | ------------------ | ----- | -------- |
| Španělsko | David Ferrer       | 4.    | 1.       |
| Španělsko | Nicolás Almagro    | 11.   | 2.       |
| Švýcarsko | Stanislas Wawrinka | 17.   | 3.       |
| Brazílie  | Thomaz Bellucci    | 35.   | 4.       |
| Argentina | Horacio Zeballos   | 43.   | 5.       |
| Itálie    | Fabio Fognini      | 44.   | 6.       |
| Španělsko | Pablo Andújar      | 46.   | 7.       |
| Španělsko | Albert Ramos       | 52.   | 8.       |

- 1) Žebříček ATP k 11. únoru 2013.[2]

### Jiné formy účasti
Následující hráči obdrželi divokou kartu do hlavní soutěže:
- Federico Delbonis
- Diego Schwartzman
- Agustín Velotti

Následující hráči postoupili z kvalifikace:
- Facundo Argüello
- Gastão Elias
- Dušan Lajović
- Julian Reister
  -  Marco Trungelliti – jako šťastný poražený

### Odhlášení
- Jan Hájek
- Blaž Kavčič
- Ruben Ramirez-Hidalgo
- Guillaume Rufin
- Adrian Ungur

### Skrečování
- Facundo Argüello (poranění břicha)

## Mužská čtyřhra

### Nasazení
| Stát     | Hráč              | Stát      | Hráč             | ATP1) | Nasazení |
| -------- | ----------------- | --------- | ---------------- | ----- | -------- |
| Česko    | František Čermák  | Slovensko | Michal Mertiňák  | 80.   | 1.       |
| Itálie   | Daniele Bracciali | Česko     | Lukáš Dlouhý     | 84.   | 2.       |
| Rakousko | Oliver Marach     | Argentina | Horacio Zeballos | 125.  | 3.       |
| Německo  | Dustin Brown      | Německo   | Christopher Kas  | 128.  | 4.       |

- 1) Žebříček ATP k 11. únoru 2013; číslo je součtem umístění obou členů páru.

### Jiné formy účasti
Následující páry obdržely divokou kartu do hlavní soutěže:
- Martín Alund /  Guido Pella
- Renzo Olivo /  Marco Trungelliti

### Skrečování
- Guillermo García-López (bolest zad)

## Přehled finále

### Mužská dvouhra
- David Ferrer vs.  Stanislas Wawrinka, 6–4, 3–6, 6–1

### Mužská čtyřhra
- Simone Bolelli /  Fabio Fognini vs.  Nicholas Monroe /  Simon Stadler, 6–3, 6–2